# 37歳で医者になった僕〜研修医純情物語〜
『37歳で医者になった僕〜研修医純情物語〜』（37さいでいしゃになったぼく〜けんしゅういじゅんじょうものがたり〜）は、2012年4月10日から6月19日まで、関西テレビの制作によりフジテレビ系列の火曜22時枠で放送されたテレビドラマ。略称は『医者僕』。草彅剛主演。
初回・最終回は22:00 - 23:09（JST）の15分拡大、第2話は22:15 - 23:09（JST）の15分遅延。

## 概要
原作は、2002年に発売されベストセラーとなった、川渕圭一の処女作『研修医純情物語〜先生と呼ばないで〜』と『ふり返るなドクター〜研修医純情物語〜』の幻冬舎文庫2作。これらは、著者本人が東京大学工学部を卒業し大学院を中退後、会社勤務を経て、30歳で医師を目指し、37歳で京都大学医学部を卒業、1996年から4年間、大学病院で研修医として勤務しており、その実体験を元に綴ったものである。
草彅は『僕の歩く道』（2006年10月期）以来6年ぶりに関西テレビ火10枠で主演、医者役は本作が初となる。また、共演の松平健は、草彅とは『任侠ヘルパー』（フジテレビ、2009年7月期）以来の共演。それに草彅が主演したTBS『冬のサクラ』（2011年1月期）以来の連続ドラマである。
2003年から2006年まで同枠で草彅が主演を務めてきたいわゆる僕シリーズとは、関西テレビ制作火10枠で放送されている点の他に、タイトル名に「僕」という字が含まれているという点や、現代的な社会問題を扱い、それに立ち向かう青年の生き様を描いた物語である点などいくつかの共通点があげられるが、本作は僕シリーズの作品とは別物とされている。そのため関西テレビの完全自社制作で共同テレビが制作に関与していなかったり、脚本などの制作に関わったスタッフが異なったり、主題歌がSMAPではなく別のアーティスト（サカナクション）の楽曲が起用されていたり、同シリーズと共通する共演者が一切出演していなかったりするなど、相違点も数多い。
草彅は、本作で事実上初めての医師役を務めることとなるが、内科を舞台とした作品のため、近年の医療ドラマの傾向としては珍しく、外科手術などのシーンは一切登場しない。また、採血や点滴など一部を除き、医療行為を行うシーンもほとんど登場せず、むしろ患者やその家族、あるいは医師や看護師同士とのコミュニケーションや、実際の医療現場が抱える問題などに特化した作品であり、医療ドラマというよりもヒューマンドラマの要素が強いと言った方が良い。

## あらすじ
大手企業の会社員だった紺野祐太はある出来事を機に退職し、医学部に再入学、37歳にして研修医となった。紺野は研修先大学病院の旧態依然とした体制や、その現実を目の当たりにする中で、信念のもと懸命に行動を起こしていく。 

## キャスト

### 東央医科大学病院総合内科

#### 研修医
紺野 祐太 (37) - 草彅剛
大手・帝光食品会社営業開発本部のエリート社員であったが、恋人と外出した際、恋人が事故で失声症になったことを機に医者になることを決意した。医学部に入り直し、37歳にして東央医科大の研修医となった。
「患者が本当に求めている医療サービスを提供したい」という信念を持ち、自身の理想とは異なる大学病院の旧態依然とした体制や、その現実を目の当たりにする中で、信念のもと懸命に行動を起こしていく。営業マンの名残で患者には名刺を渡すようにしている。仕事をそつなくこなすが違うと思ったことには相手が上司であっても意見してしまい指導医等をハラハラさせる。研修終了後は民間の都立第一病院に就職する。
沢村 瑞希 (24) - 水川あさみ（少女期：紺野彩夏）
紺野と同期の研修医、同期4人のうち紅一点で帝都大学医学部を卒業した才女。考え方や生き方の違う祐太とは何かと衝突していく。本来は外科医を志望している。物をはっきりという性格で気が強い。
東央医科大から近いという理由でアパートを選んだ紺野と偶然にも同じアパートに住む。研修終了後は東央医科大学病院総合内科に再び戻る。　
昔手話をやっていたためすずとは手話で会話出来る。料理が苦手でいつも缶詰やレトルトで済ませている。　
下田 健太郎 (24) - 八乙女光（Hey! Say! JUMP）
紺野と同期の研修医。女好き。口が達者で要領のいい軽薄な男。特に目的もなく医学部に入学し、そのままの流れで研修医に至る。研修終了後は東央医科大学横浜病院小児科に勤務する。
谷口 篤志 (25) - 桐山漣
紺野と同期の研修医。実家は地方の大病院を経営しており、跡取りとして大学病院で人脈を広げることを期待され、プレッシャーを感じている。要領が悪い。研修終了後は東央医科大学大学院分子生物学研究室に所属し、その傍ら臨床医として患者を診ている。

#### 総合内科医局
新見 悟 (30) - 斎藤工
紺野の指導医で血気盛んな若手医師。自分の力量を過信しており、研修医に対しては必要以上に横柄な態度で接する。上に睨まれることを嫌い、そのため上司に意見する紺野を敵対視している。
小菅 直之 - 大竹浩一
沢村の指導医。
中島 保 (38) - 鈴木浩介
医局長→准教授。佐伯教授に絶対服従で常に顔色を窺っている。何よりも出世が大切。助手以下のすべての医局員たちの人事権を持つ。ことなかれ主義の中間管理職。
森下 和明 (42) - 田辺誠一
准教授。専門は腎臓内科。医師として職人肌、辛口な性格で佐伯教授とは距離を置いている。すずの担当医。
紺野に厳しい態度で接してはいるがよき理解者であり、紺野が研修先に東央医科大を選んだ理由は、森下のもとで勉強がしたかった為である。
佐伯 毅彦 (58) - 松平健（少年期：鈴木翔吾）
教授。野心家。次期医学部長の最有力候補。研究、政治優先、病棟経営中心で患者をモルモットのように扱う。
一見、人当たりが良く理解がある上司のように見えるが、人心掌握に心血を注いでおり自身の意に沿わない人間に対しては冷淡にその居場所を奪う。
紺野については「研修医がどうせなにもできない」「彼のようなタイプはすぐに壁へぶち当たって挫折する」と当初は眼中になかった。

#### 病棟看護師
相澤 直美 (37) - 真飛聖
看護師長。毎年、春になると赴任してくる研修医たちを毛嫌いしていた。高校の同級生だった紺野との意外すぎる再会に驚き、その後、何かと紺野を気に掛け、研修医たちの飲み会にも参加するようになる。
高校の頃、密かに紺野に恋心を抱いていた。バツイチで娘が1人いる。
永井 寛子 - 藤本泉

大久 保由香 - 内藤理沙

橋本 奈美子 - 羽村純子

#### 糖尿病内科医局
三井 健介 - 瀬野和紀
講師。教授に嫌われており、地方に飛ばされるのも時間の問題だと不安に思っている。
長谷川 巽 - 中村育二
教授。同期の佐伯と医学部長選で争う最大のライバルである。

#### 病棟患者
多田 守 (65) - 北村総一朗
紺野の担当患者。高圧的な態度で接してくる新見は苦手。自身の脱サラから店の経営に至った経緯と紺野の境遇が重なり、紺野を応援している。
多田の妻・亜矢子（岩本多代）は夫が回復するのを信じ、献身的に支えている。
木島 啓一 (41) - 甲本雅裕
紺野の担当患者。余命宣告を受ける。娘・里穂（畠山紬）が結婚するまで彼女を守るという、娘との約束を果たすため、最後まで懸命に生きようと認可が下りていない治験段階の新薬に望みを掛けた。
妻・美香（岩橋道子）は、治療方針を真剣に考え真摯に接してくれた主治医への感謝の意を綴った手紙を紺野に渡す。
石浜 幸平 (61) - でんでん
沢村の担当患者。研修医に治療されるのを快く思っていない。
桑原 拓真 (51) - 徳井優
沢村の担当患者。糖尿病のコントロールを目的として入院する。それとは別に腹痛を抱えていたが、金銭的負担をこれ以上掛けたくない理由で黙っていた。
羽山 早苗 (63) - 江波杏子
元大女優。外科病棟では手の施しようがなく、ターミナルケアを目的としたホスピスに転院するまで総合内科で治療を受けていた患者。
これまで女優人生を歩み、最後まで演じる役割を全うしようと、あるルールを自らに課していた。
吉野 香織 (22) - 岡野真也
大学生。採用内定取り消し、彼氏との別れなど悲しい出来事が重なり、精神バランスが崩壊しリストカットに及んでしまった。
自分が生きている役割に悩み、治療拒否を頑なに続けていたが、研修医たちや羽山と接していくうちに心境の変化が訪れる。
宮田 鉄次 (57) - 古川伴睦
紺野の担当患者。気管支喘息で入院している。
花山 香澄 (26) - 中村ゆり
投薬治療のため入院する患者。命に関わる病気ではないが、彼の顔を見るだけでも安心出来るから傍にいて欲しいと内心では思っている。
だが、負担に感じて欲しくない気持ちから素直になれず、海外へ旅立つ彼・林田に本当の気持ちを言えないでいる。
伊達 孝仁 (69) - 竜雷太（青年期：出口高司）
高校時代、伊達は父親が病で倒れたのを切っ掛けに医者を目指すという教え子・佐伯の決断に背中を押す。教え子を立派に育て上げてきた過去の栄光に縛られ、意固地になり検査を拒否していた。
妻・由美恵（田島令子）は頑固な夫の性格を熟知しており、担当医・下田らに諦めず治療して欲しいと懇願する。
内山田 ひろし - 田山涼成
都立第一病院病棟患者。

### 葛城家
葛城 すず (32) - ミムラ（幼少期：豊嶋花 / 少女期：塚越杏后）
紺野の恋人。紺野と同じ帝光食品に勤めていた。7年前、紺野と旅行中に事故に遭い、出血性ショック・腹部損傷により腎不全、さらに事故のショックで失声症になる。
すずは耳が聞こえるため紺野は手話を使う必要性がないが、紺野は彼女を思いやる気持ちから、すずとの会話に手話を交えている。
闘病しながらテープリライターとして在宅で仕事をしていたが、病状が回復傾向にあるので、東あけぼの児童館の手話教室講師として働き始めた。
葛城 博昭 (57) - 志賀廣太郎
すずの父親。会社員。娘・すずの事故をきっかけで会社を辞め医者になった紺野を快く思っておらず、すずの事故以来、紺野との関係が良好ではない。
葛城 佐和子 (55) - 藤吉久美子
すずの母親。紺野とすずを応援している。夫・博昭とは反対に、医者になった紺野を信頼する。

### その他
荒木 隆信 - 遠藤たつお
紺野の元上司。
倉田 隆雄 - 俵木藤汰
帝光食品会社の取引相手。紺野が会社を去る原因となった人物である。
倉田 誠 - 浅利陽介
隆雄の息子。タナカ建物クリーンサービス清掃員。特別清掃の下見で東央医科大学を訪れたとき、7年振りに紺野と再会する。
岸本息子 - 服部桂吾
入院患者の家族。
高木 慶介 - 山口大地
東央医科大学病院担当ウエスト製薬MR。甘党の佐伯教授に美味しい菓子を届ける。
林田 聡史 - 阿部力
東あけぼの児童館のアルバイト職員。高校時代の交通事故で足に後遺症が残る。一部の児童たちから障害について中傷を受ける。
怒るわけでもなく本音と建前を使い分けるべきだと児童たちに諭しているのを聞いていたすずは唖然とする。
黒川 葵 - 大出菜々子
相澤の娘。明邦大学病院脳外科医師の父親・伸樹と共に暮らす。京成女子医科大学附属高校への入学を目指す小学生。
父親が再婚することに反発して家出し、母親を頼り東央医科大学病院へ訪れる。生意気な発言で研修医たちを困惑させる。

## スタッフ
- 原作：川渕圭一『研修医純情物語〜先生と呼ばないで〜』『ふり返るなドクター〜研修医純情物語〜』（それぞれ、幻冬舎）
- 脚本：古家和尚
- 音楽：菅野祐悟
- 主題歌：サカナクション「僕と花」（ビクターエンタテインメント）
- 医療指導：守屋俊介（湘南キッズクリニック）
- 看護指導：石田喜代美
- 手話指導：手話あいらんど
- CG：佐藤昌俊
- タイトルイラスト：スカイエマ
- プロデュース補：秋山八重子、山下有為、阿部良太
- プロデュース：木村淳
- 演出補：中西正茂、田中耕司、中村圭良、佐藤洋輔
- 演出：三宅喜重、白木啓一郎
- 制作著作：関西テレビ

## 放送日程
| 各話                                                       | 放送日        | サブタイトル                       | 演出       | 視聴率 |
| ---------------------------------------------------------- | ------------- | ---------------------------------- | ---------- | ------ |
| case 1                                                     | 2012年4月10日 | 僕は自分をやり直す為に医者になった | 三宅喜重   | 13.2%  |
| case 2                                                     | 2012年4月17日 | 医者も接客業です                   | 三宅喜重   | 13.1%  |
| case 3                                                     | 2012年4月24日 | 医者である前に、人である前に       | 三宅喜重   | 14.5%  |
| case 4                                                     | 2012年5月01日 | 医者として僕はそこに線を引く       | 白木啓一郎 | 13.6%  |
| case 5                                                     | 2012年5月08日 | 医者から近くて遠い存在             | 白木啓一郎 | 13.6%  |
| case 6                                                     | 2012年5月15日 | 僕が医者になった本当の理由         | 三宅喜重   | 13.6%  |
| case 7                                                     | 2012年5月22日 | 医者としてでなく人として僕は…      | 三宅喜重   | 12.5%  |
| case 8                                                     | 2012年5月29日 | 医者と患者が向き合うことの意味     | 白木啓一郎 | 14.0%  |
| case 9                                                     | 2012年6月05日 | 医者も一人の弱い人間という現実     | 白木啓一郎 | 10.2%  |
| case 10                                                    | 2012年6月12日 | 医者が忘れてはいけないその重み     | 三宅喜重   | 11.2%  |
| Final case                                                 | 2012年6月19日 | 僕が医者を続けるただ一つの理由     | 三宅喜重   | 13.0%  |
| 平均視聴率 13.0%（視聴率は関東地区・ビデオリサーチ社調べ） |               |                                    |            |        |

- 第9話は「2012ロンドンオリンピックバレーボール世界最終予選男子 日本×韓国」中継延長のため22:55 - 23:49の放送。